# Холодна гора (станція метро)
Холодна Гора — перша станція на Холодногірсько-Заводській лінії Харківського метрополітену. Відкрита 23 серпня 1975 року.
При відкритті, у серпні 1975 року, і згодом, протягом більш ніж двадцяти років, станція називалася «Вулиця Свердлова». У 1996 році було запрононовано перейменувати на станцію «Полтавський Шлях» на честь однойменої вулиці, що розташована поруч зі станцією, але все ж вона одержала назву «Холодна Гора» за місцевістю розташування.
Є кінцевою станцією Холодногірсько-Заводської лінії, за станцією є шляховий розвиток для обороту поїздів. Станція розташована у західній частині міста, під великою міською магістраллю – вулицею Полтавський шлях (до 1995 року – вулиця Свердлова) у центрі однойменного житлового району. Насамперед станція обслуговує житловий масив Холодна Гора, проте станцією користуються жителі розташованих неподалік районів Лиса Гора, Залютине та Нова Баварія. Виходи до міста через підземні переходи на вулиці Полтавський Шлях, Холодногірську та Дудинську, до автовокзалу, зупинок трамвая та тролейбуса.
Пасажиропотік станції становить 58 300 осіб на добу. Так, «Холодна Гора» – найзавантаженіша станція не лише на лінії, а й у всьому метрополітені. Це обумовлено великою кількістю людей, які проживають у західній частині міста, для яких «Холодна Гора» є найближчою станцією метрополітену, а також нещодавно перебудованим автовокзалом, від якого відправляється як безліч внутрішньоміських маршрутів, так і приміських автобусів до населених пунктів Харківської області, переважно Люботинського. та Мереф’янського напрямів. Після реконструкції автовокзал значно розширився і став обслуговувати більше маршрутів, внаслідок цього пасажиропотік на станції метро помітно збільшився.

## Розташування

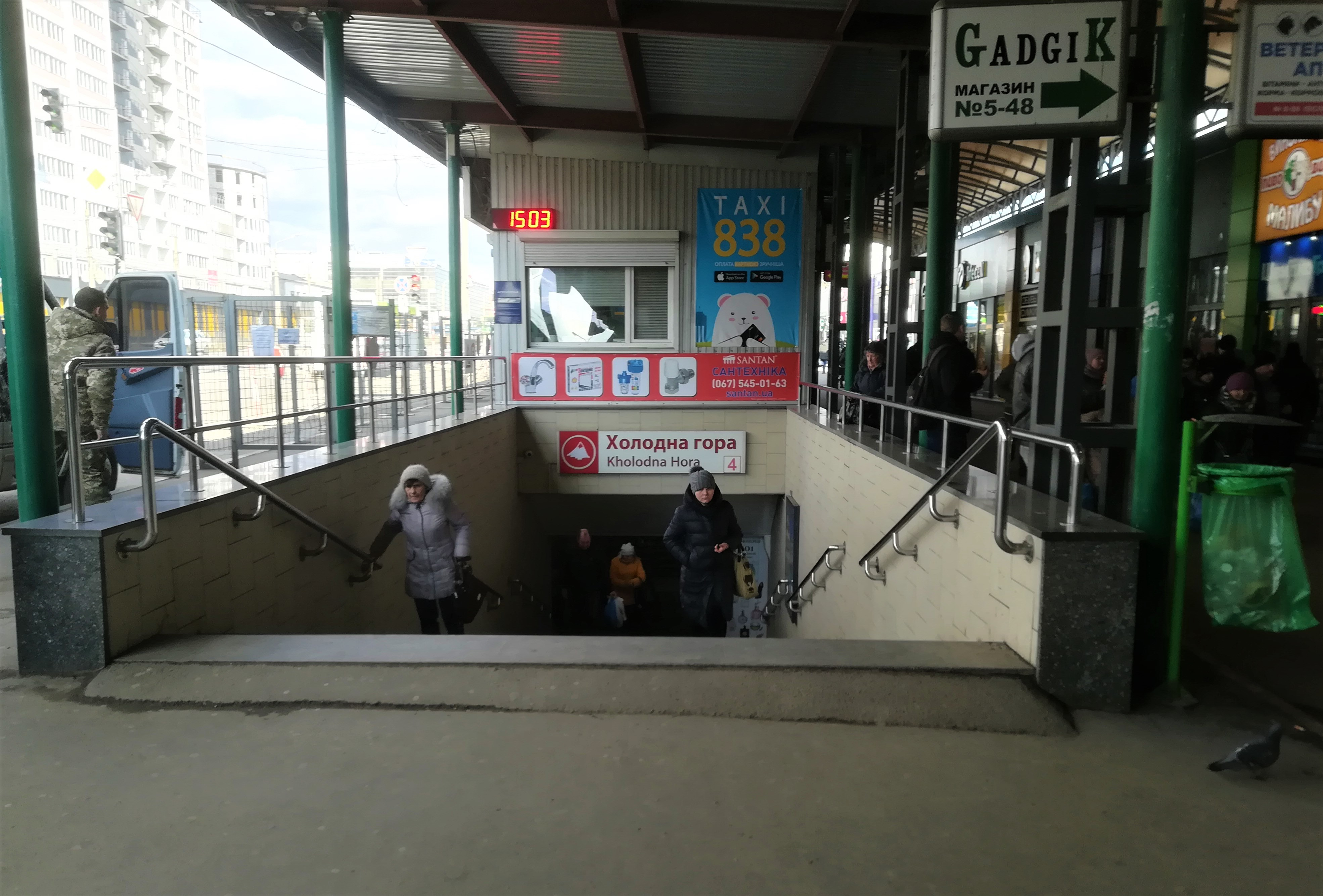
Спуск до станції

Станція розташована в житловому районі західної частини міста.
Перша станція на першій лінії метро обслуговує мешканців великого житлового масиву (Холодна гора, Залютине, Нова Баварія тощо), сформованого на місці малоповерхової забудови. Біля виходів зі станції розташована кінцева станція приміських автобусів і маршрутних таксі, що зв'язують Харків з населеними пунктами Мереф'янського і Люботинського напрямків, а також тролейбусна (маршрут № 27) і трамвайна (маршрут № 3) зупинки.
Біля виходів зі станції розташовується міська клінічна лікарня № 1 та дитяча клінічна лікарня № 19, ринок і безліч крамниць.
«Холодна гора» — кінцева пасажирська станція, має колійний розвиток, на якому відбувається обіг рухомого складу. Зараз станція «Холодна гора» має найбільший добовий пасажиропотік серед станцій Харківського метрополітену. Широкі сходи ведуть з підземних переходів станції до зупинок наземного транспорту міського та приміського сполучення. «Холодна гора» стала першою в місті станцією, біля якої зведено термінал наземного пасажирського транспорту — першої черги єдиної транспортної системи міста.

## Історія
Своєю появою станція зобов'язана особливістю ґрунтів у районі залізничної станції Харків-Пасажирський (Південний Вокзал). Спочатку кількість станцій проєктованого метрополітену повинна була налічувати 13 станцій. Саме така кількість станцій була розглянута на сумісному засіданні бюро Харківського міськкому партії та виконкому міськради 31 грудня 1965 року, щодо затвердження «Архітектурно-планувального завдання на майбутнє будівництво в Харкові першої черги метро». Першою (тупиковою) станцією вирішено було створити станцію «Вокзальна», але при подальшому дослідженні спеціалістами Метрогіпротрансу було виявлено, що товщина глин у районі Південного вокзалу настільки тонка, що при виконанні робіт з будівництва споруджень метрополітену біля вокзалу є можливість пошкодити важливий транспортний вузол — Харків-Пасажирський. Тому було вирішено подовжити лінію у напрямку Холодної гори і вже там збудувати першу станцію лінії, на якій буде відбуватися оборот рухомого складу.
Станція була першою з восьми станцій, які були введені в експлуатацію 23 серпня 1975 року.
Початковим проєктом не було передбачено будівництво станції «Вулиця Свердлова». Проте складні геологічні умови у районі головного залізничного вокзалу робили скрутним спорудження оборотних глухих кутів там. Іншою причиною, що визначила будівництво станції, стала масова забудова району Холодна гора, яка проводилася у 70-ті роки. Станція споруджувалась відкритим способом на невеликій глибині, за типовим проектом для колонних станцій. На вулиці Свердлова було вирито котлован, у якому будівництво станції виконувалось із збірних залізобетонних елементів. Вони виготовлялися на заводі залізобетонних конструкцій «Харківметробуду», проте його темпів виробництва було недостатньо, і додаткові елементи конструкції виготовляли у Москві, а потім доставляли звідти.
Бригадам метробудівників довелося зустрітися з великою кількістю підземних вод, а також труднощами через велику кількість підземних комунікацій та необхідність перенесення трамвайних рейок на поверхні. Постійно давалася взнаки геологія даної місцевості — обводнені пісковики і глини сильно додавали турбот. При спорудженні прилеглих тунелів, яке велося від станції «Південний вокзал», прохідники працювали у гумовому екіпіруванні всю зміну – вода текла і згори, і з обох боків. Однак при цьому будівництво самої станції «Вулиця Свердлова» було нескладним порівняно з іншими станціями першої черги і відбувалося гладко. Можливо, саме тому ця станція була готова до першої. Незважаючи на всі труднощі, бригади метробудівників виконували свою роботу на відмінно та в дуже швидкі терміни.
Станція мала високу готовність ще за рік до здачі в експлуатацію, її будівництво було завершено в червні 1975 року. Тунелі на прилеглій до станції території завдяки невеликій глибині будували відкритим способом із залізобетонних секцій замість традиційних тюбінгів, що дозволило знизити трудомісткість робіт і скоротити вартість матеріалів. Перед будівництвом станції було оголошено конкурс на її оформлення, де після довгих суперечок та нарад переміг проект авторської групи «Харківметропроєкту», обраний із чотирьох варіантів.
Первісна назва станції — «Вулиця Свердлова», яка пов'язана з розташуванням станції, яка знаходиться на одній з найбільших вулиць міста Харкова — Полтавському Шляху. Ця вулиця з березня 1919 року носила ім'я комуністичного державного діяча Якова Свердлова. Вже після здобуття незалежності України, у 1996 році вулиці була повернена первісна назва. В тому ж році було також змінено назву станції метрополітену на «Холодна Гора». Цю назву станція отримала за історичною місцевістю міста — Холодна гора. Зазвичай з цього приводу наводяться три версії.
Згідно з найбільш вірогідною з них, назва була отримана завдяки тому, що дана місцевість розташовується на височини, відповідно вона більш відкрита для вітрів і температура там трохи нижче, ніж на прилеглій території. За іншою версією, Катерина II під час свого візиту до Харкова махнула рукою в бік на пагорб, що звіщається, і сказала – «Бути тут холодній» (тобто в’язниці). Проте слід зазначити, що в’язниця у цій місцевості з’явилася значно пізніше, тому ця версія навряд чи може претендувати на достовірність. Також існує легенда про розбійника-переселенця з правобережної України на прізвисько Холод. Він був узятий у полон татарами, а його маєток розграбовано, але ім’я згодом перейшло у назву місцевості, де він жив.
До ХХ століття основна частина нинішнього району Холодна гора була вкрита лісами, але в міру розвитку міста на захід їхня кількість зменшувалася. У тому місці, де знаходиться перехрестя Полтавського шляху з вулицею Маршала Малиновського, знаходився кінець вулиці. На початку XIX століття там було встановлено заставу зі шлагбаумом. Вулиця була дуже болотиста і засіяна вибоїнами, тому її мостили хмизом. За заставою йшли невеликі слобідки. Початкова забудова району була переважно одноповерховою, сюди переселялися люди з низьким статком, які не могли забезпечити собі житло згідно з «Положенням про впорядкування губернського міста Харкова», за яким заборонялося будівництво дерев'яних будинків.
До кінця ХІХ століття початок вулиці Катеринославської вже ставав обжитішим: тут будувалися купецькі та прибуткові будинки. 1874 року на розі Полтавського шляху та Лопанської набережної з'явився перший у місті оперний театр, який відвідував композитор П. Чайковський, проте 1886 року його будівлю знесли. Новий виток розвитку району стала поява Азово-Курської залізниці. Тоді вулиця облаштовується трактирами, заїжджими дворами, складами та магазинами. На Холодній горі селяться працівники залізниці, ремісники та торговці. Після Жовтневої революції район став упорядковуватися інтенсивніше. Головну вулицю заасфальтували, проклали трамвайні лінії. Стали з'являтися нові кам'яні адміністративні та житлові будинки.
У роки радянсько-німецької війни на Холодній Горі проходили запеклі бої радянської армії та народного ополчення з німецько-фашистськими загарбниками. У битвах брали участь піхотні дивізії, танки, артилерія, авіація. Після звільнення Харкова район досить швидко відбудували. З’явилося багато нових будинків, було збудовано будинок культури, театри, кінотеатри, бібліотеки, магазини, кафе. З 70-х років проводиться масова забудова району багатоповерховими житловими будинками з покращеним плануванням квартир.
Сьогодні Холодна гора – добре упорядкований великий житловий масив у західній частині міста з високою щільністю забудови та досить великим заселенням. Попередню назву станція отримала на вулиці Свердлова (нині Полтавський шлях). У різні часи вона носила назви Полтавська та Катеринославська, за радянських часів вулиця носила ім’я більшовика та одного з найвідоміших діячів Жовтневої революції Якова Свердлова, і нарешті у 1995 році набула нинішню назву, одночасно з чим було перейменовано і станцію метро. Це одна з найбільших магістралей Харкова, вона починається від Лопанського мосту в районі Сергіївської площі і перетинає всю Холодну гору, тягнучись до району Залютине.

## Технічна характеристика
Колонна трипрогінна станція мілкого закладення з острівною прямою платформою. Станція з колійним розвитком — шестистрілочні оборотні тупики наприкінці лінії.

## Оздоблення

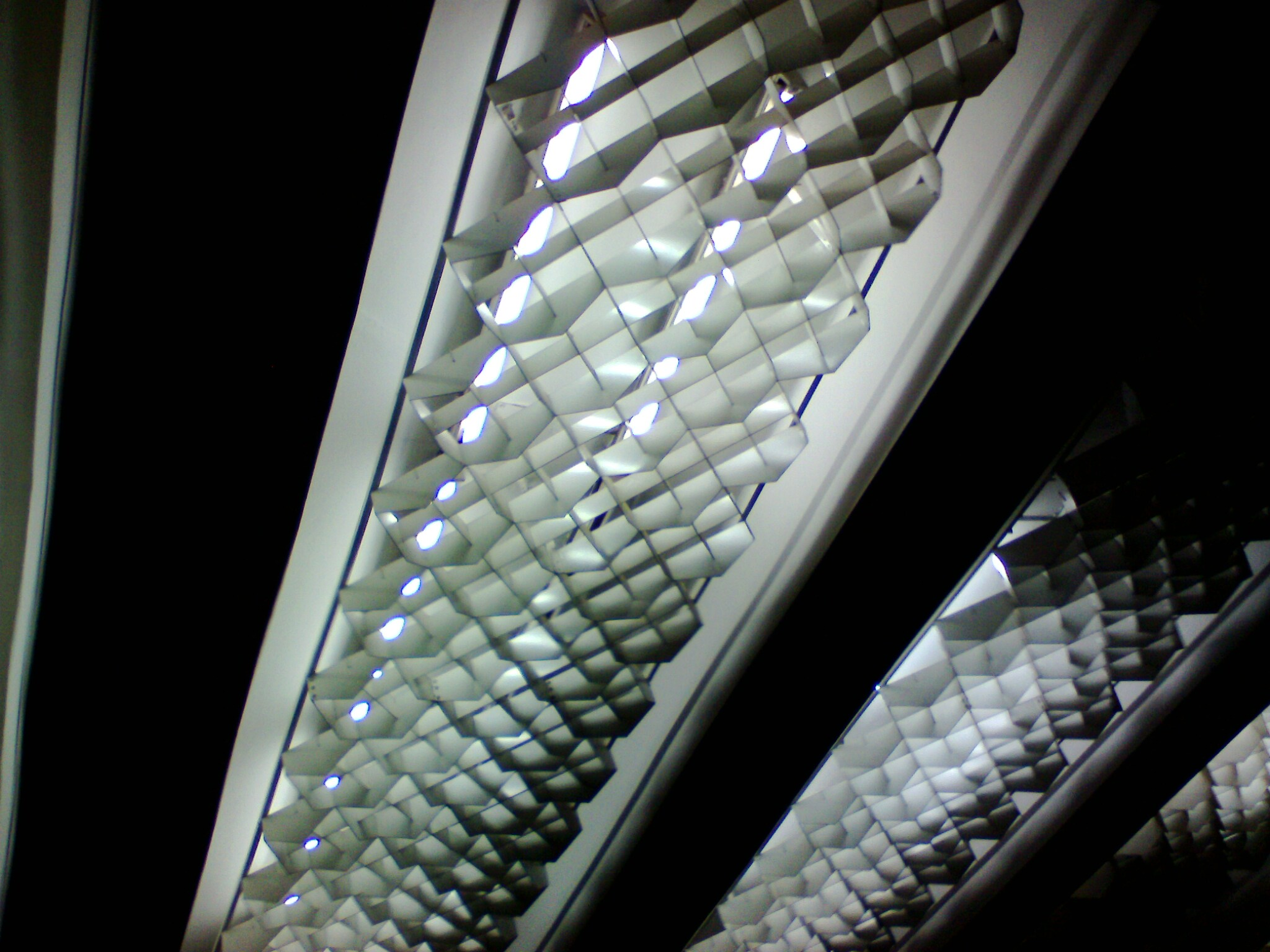
Світильники станції

Конструктивне оформлення станції «Холодна гора» відповідає типовому проєкту колонної трипрогінної станції. Задумом архітекторів при оформленні станції є тема революції, підкреслена строгістю архітектурних форм та підбором кольорової гами. Дорожні стіни облицьовані білим мармуром «Коелга» уральського родовища. Цоколь стін виконаний із чорного лабрадориту.
На стінах є рельєфні виступи пилкоподібної форми, що повторюються, розташовані в п’ять рядів, що добре поєднується із зовнішнім виглядом колон. Колони також облицьовані мармуром білого кольору та мають дванадцять граней, розділених невеликим простором. Облицювання колон виконане досить незвично: колони «обшиті» плитами двох розмірів, які розташовуються у своєрідній послідовності. Це створює відчуття незбираного мармурового стовпа, по колу якого накладені плити.
Середній проліт залу станції «Холодна гора» має трохи більшу висоту, ніж прольоти платформи, що створює ефект більшого простору. Підлога станції викладена з гранітних плит червоного кольору, краї платформи – з плит сірого кольору. Освітлення станції забезпечується довгастими люмінесцентними світильниками, розташованими у прямокутних нішах на стелі станції. Світильники прикриті металевими плафонами, які є сіткою з осередками квадратної форми. На перший погляд така конструкція проста, проте завдяки тому, що сторони квадратів мають виступи трикутної форми, сітка виглядає значно привабливіше і добре виглядає під різним кутом огляду. Люмінесцентні світильники також є прямокутних отворах, розташованих послідовно вздовж напрямку платформи.
Східний вестибюль станції обладнаний двострічковим ескалатором типу ЛТ-5, який працює лише на підйом. Зазвичай із двох ескалаторів працює лише один, чого явно недостатньо для пасажиропотоку в цьому місці. З 2015 року на станціях Харківського метрополітену проводиться заміна дерев'яних балюстрад ескалаторів на металеві із встановленням системи керування пуском ескалатора. Одне із завдань такої заміни полягає у дотриманні вимог протипожежної безпеки. Слід зазначити, що сенс у цьому є суттєвим – наприкінці 90-х сталося загоряння балюстради ескалатора саме на станції «Холодна Гора».
На стіні, що знаходиться над спуском від вестибюлю до платформи станції, розташовані великі рельєфні композиції «Великий Жовтень» та «Тріумф революції», виготовлені з гіпсу художниками Петром Юрченком та Віталієм Ленчиним. При вході на станцію вони впадають у вічі і виглядають досить велично, проте згодом на них накопичується неабияка кількість пилу, який, мабуть, проблематично прибирати. На торцевій стіні західного вестибюлю раніше був барельєф Якова Свердлова, відлитий з алюмінію художником-монументалістом Ігорем Ястребовим. Одночасно з перейменуванням станції барельєф було демонтовано. Нині на його місці красується рекламна панель.